# Ravello (Parabiago)
Ravello (Ravèll in dialetto locale, AFI: [raˈvɛl]) è una frazione del comune di Parabiago in provincia di Milano.
È delimitata a sud dal viale Lombardia e a est dalla linea ferroviaria, mentre a nord ed a ovest è circondata dai prati e dai boschi del Parco del Roccolo, confinando con i comuni di Canegrate (nord) e Busto Garolfo (ovest).

## Etimologia
Il nome Ravello deriverebbe da Rapatella, diminutivo di Rapa o di Rava, ad indicare uno smottamento.

## Storia
La frazione, con il nome di Cassina Ravello, esisteva già tra il XIII ed il XIV secolo: difatti Goffredo da Bussero cita una Chiesa di Santa Maria, probabilmente a servizio di alcune ville signorili presenti in loco. Durante la battaglia di Parabiago (21 febbraio 1339) vi si rifugiarono i parabiaghesi, tra i quali il tredicenne Protasio Crivelli, che successivamente, all'età di 110 anni, avrebbe raccontato le vicende dello scontro ad un cronista milanese.
Tra gli anni 1746 e 1747, si verificò in tutta la zona dell'Alto Milanese un'epidemia che colpì il bestiame, ma la Cassina Ravello fu eccezionalmente risparmiata dalla moria; a ricordare la buona sorte dei ravellesi, è presente all'interno della Chiesina della Madonna della Neve, una tavoletta raffigurante la Maria madre di Gesù Madonna,San Rocco e Santa Caterina da Alessandria in primo piano, mentre sul fondo la campagna attorno alla frazione, con animali e contadini in adorazione, sotto di essa la scritta "Per grazia della Santissima Vergine questa cassina fu preservata dall'epidemia del bestiame nell'anno 1746-47".
Nei primi decenni del novecento, contava tra i 300 e 400 residenti, tra i quali molti immigrati da altre cittadine lombarde, in particolar modo da Treviglio, Lodi e Crema; l'incremento della popolazione spinse l'amministrazione parabiaghese a dotarla nel 1922 di una scuola elementare, dedicata allo scultore milanese Adolfo Wildt, e di un asilo infantile, cominciato il 13 novembre 1947, progettato dagli architetti Zanda e Battaini.
Un secondo importante aumento della popolazione si ebbe tra gli anni '60 e '70, con l'allargamento del Quartiere Oltreferrovia, adiacente a Ravello; proprio nel nuovo quartiere si costruirono una scuola elementare nuova, con annessa scuola materna (oltre a quella già presente di Via Piemonte), un ricovero per anziani, ed una chiesa nuova con oratorio, dedicata alla Crocifissione di Gesù, sede della Parrocchia di Ravello, autonoma a partire da quegli anni. Nel quartiere si trovano anche numerose attività commerciali nei pressi del passaggio a livello che divide la città dall'Oltreferrovia.

## Monumenti e luoghi d'interesse

### Chiesa parrocchiale del Gesù Crocifisso
Situata nel quartiere Oltre-ferrovia (ancora in territorio di Parabiago, non nella frazione), la Parrocchia di Ravello è intitolata al Gesù Crocifisso; edificata negli anni '70 in stile post-moderno, in occasione della proclamazione di Ravello a Parrocchia autonoma, è sede delle attività amministrative ecclesiastiche della frazione. Il primo Parroco fu Don Pasquale Fumagalli, arrivato nel settembre del 1965 (dalla frazione Cascina dei Gatti di Sesto San Giovanni) e rimasto qui fino al 2003 per cedere il posto a Don Raimondo Savoldi.

### Chiesa della Madonna della Neve

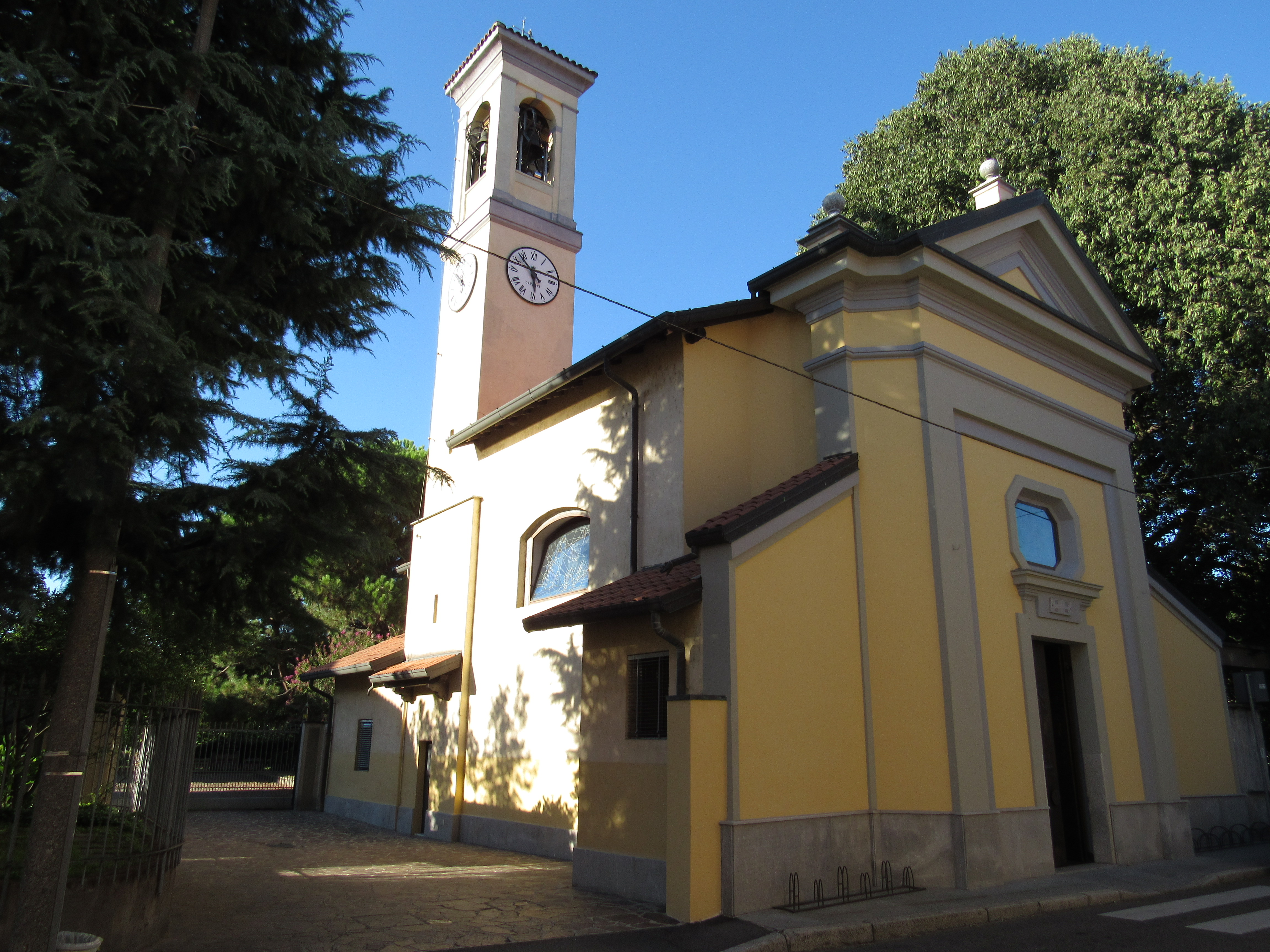
Chiesa della Madonna della Neve

Il 4 gennaio 1794, su progetto dell'ebanista Giuseppe Maggiolini, inizia la costruzione dell'attuale Chiesa della Madonna della Neve. La costruzione durò circa un anno e la nuova chiesa venne benedetta e consacrata dallo stesso parroco Peregalli in data 1º agosto 1795. Da questa data in poi, ogni prima domenica di agosto si è sempre festeggiato la patronale della frazione di Ravello.

### Cascina Ravellino

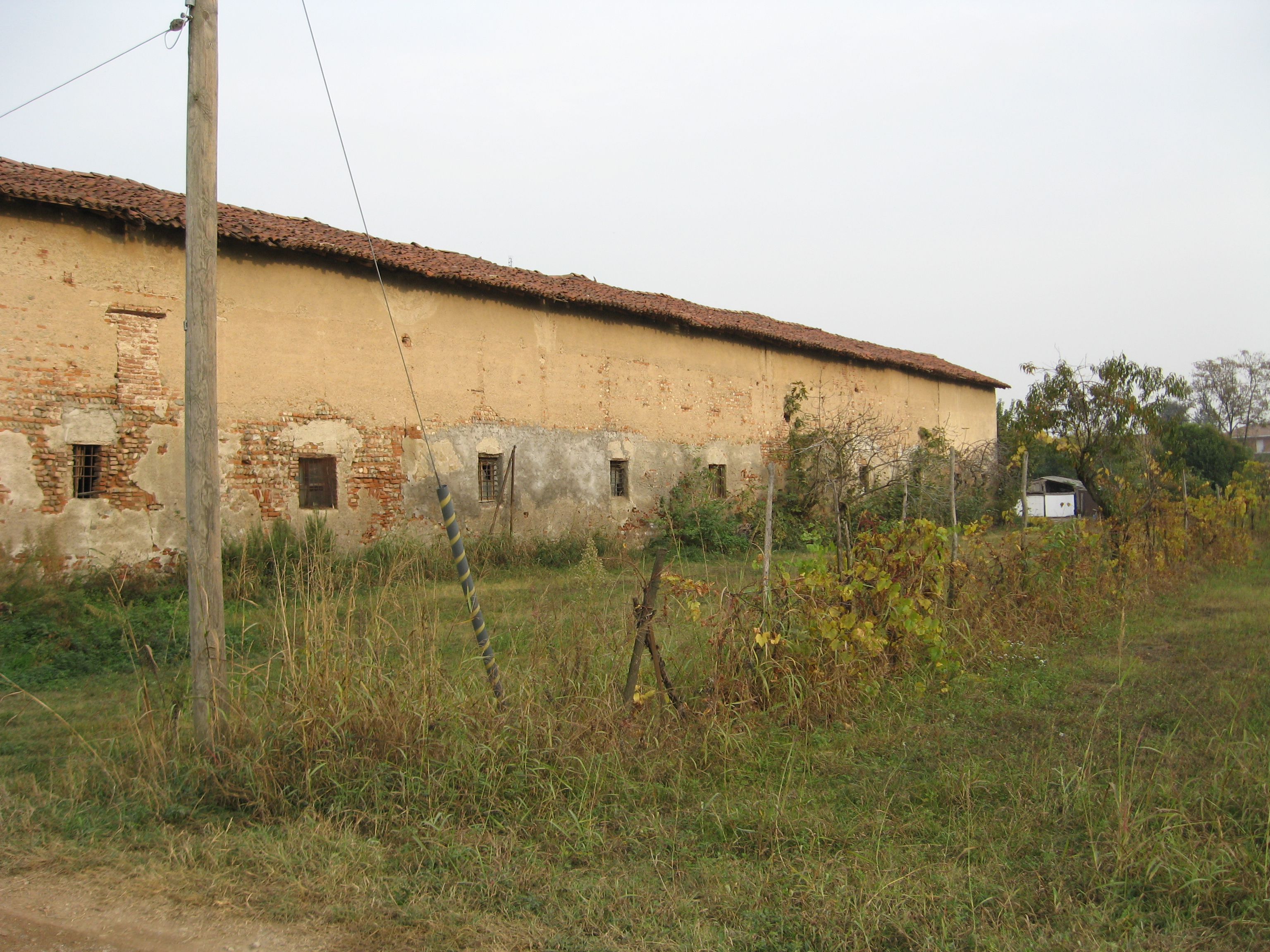
Ultimi tralci di viti nella Cascina Ravellino

La Cascina Ravellino, è attualmente sita tra il centro della frazione e i bordi del Parco del Roccolo, ma un tempo si trovava in aperta campagna e tra i suoi poderi agricoli aveva un esteso vigneto ove si coltivava una qualità autoctona di uva, oggi estinta, per la produzione di un particolare vino locale; a questa varietà di vino, il poeta Carlo Porta ha dedicato una poesia in dialetto milanese intitolata Brindes de Meneghin a l'ostaria:
(Carlo Porta, 1810)